# Riboszóma

Állati sejt felépítése

A riboszóma a citoplazmában elhelyezkedő, riboszomális RNS-ből és fehérjékből álló sejtszervecske. Minden élőlény sejtjeiben megtalálhatóak, nagyobb számban a citoplazmában, a durva endoplazmatikus retikulum felszínén, a mitokondriumokban és a plasztiszokban fordulnak elő.

## Szerkezet
A riboszómák mérete megközelítőleg 20 nm (200 Ångström), ezért csak elektronmikroszkóppal láthatók. 65%-ban riboszomális RNS-t, 35%-ban fehérjét tartalmaznak. Két részből, egy kis- és egy nagy alegységből állnak. Méretének kifejezésére a Svedberg egységet használják, így az eukarióták riboszómájának nagysága 80 S, a prokariótáké 70 S.

## Funkciók

A transzláció folyamata, a fehérjeszintézis a riboszómák felszínén folyik

A riboszómákban történik a fehérjék szintézise (transzláció), amely folyamatban mind az rRNS, illetve a riboszomális fehérjék részt vesznek. Ehhez első lépésként a génekben tárolt információ a transzkripció során lefordítódik mRNS-sé (ez az RNS-típus a kromoszómák DNS-ében tárolódó genetikai információ átirata), ami a továbbiakban eljuttatja a szintetizálandó fehérjék tervrajzát a riboszómákhoz. Majd a riboszómán a ribonukleotidok sorrendjét a transzlációs gépezet hármasával „olvassa le”, ezek a nukleotidhármasok a kodonok. Minden ilyen hármas egy bizonyos aminosavnak felel meg. A riboszóma és a tRNS molekulák ezt a kódot lefordítva állítják elő a fehérjéket.